# Stenanona tubiflora
Stenanona tubiflora är en kirimojaväxtart som beskrevs av George Edward Schatz och Paulus Johannes Maria Maas. Stenanona tubiflora ingår i släktet Stenanona och familjen kirimojaväxter. Inga underarter finns listade i Catalogue of Life.